# Kłodzko Książek
Kłodzko Książek – osobowy przystanek kolejowy w Kłodzku, w województwie dolnośląskim.
Od 13 grudnia 2020 przystanek na żądanie.

## Ruch pasażerski
W roku 2017 przystanek obsługiwał  do 9 pasażerów na dobę. W roku 2022 dobowa wymiana pasażerska na stacji mieściła się również w tym zakresie.

## Lokalizacja
Przystanek kolejowy położony na linii kolejowej z Kłodzka do Kudowy-Zdroju. Znajduje się na niezelektryfikowanej trasie o znaczeniu lokalnym.

## Historia
W latach 70. XIX w. do Kłodzka doprowadzono linię kolejową z Wałbrzycha i Wrocławia. Następnie przystąpiono do planowania nowych odcinków, mających połączyć stolicę regionu z kurortami, położonymi na zachodzie powiatu kłodzkiego. Odcinek do Szczytnej wybudowano w latach 1886-1890. W trakcie planowania linii do Kudowy Zdroju nie przewidywano powstania przystanku na Książku.
Powstaniem przystanku zainteresowani byli wyłącznie okoliczni mieszkańcy wsi Pfaffenmühle, którzy nie mieli poparcia ówczesnych władz miasta i powiatu. Ostatecznie 5 lat po otwarciu pierwszego fragmentu trasy, po licznych petycjach zdecydowano się na uruchomienie przystanku kolejowego. Posiadał on jeden tor z jednym peronem bocznym. Obsługą podróżnych zajmował się dróżnik, obsługujący jednocześnie przejazd wyposażony w zapory.
Po II wojnie światowej i przejęciu Kłodzka przez Polaków przemianowano przystanek na Książek, a po włączeniu wsi w granice administracyjne miasta na Kłodzko Przedmieście.